# دوايت بالدوين
دوايت بالدوين (بالإنجليزية: Dwight Baldwin)‏ هو مترجم أمريكي، ولد في 29 سبتمبر 1798 في دورهام في الولايات المتحدة، وتوفي في 3 يناير 1886 في لاهاينا في الولايات المتحدة.